# جوهانسبرغ
جوهانسبرغ هي أكبر مدن جنوب إفريقيا، وثالث أكثر المدن الأفريقية اكتظاظاً بالسكان بعد العاصمة المصرية القاهرة والمدينة النيجيرية لاغوس، وهي عاصمة محافظة خاوتينغ، أغنى محافظات جنوب أفريقيا، وبها المحكمة الدستورية الجنوب الأفريقية، ويوجد بها مطار دولي يسمى مطار جوهانسبورغ الدولي، ويبلغ عدد سكانها 3225812 (عام 2001)، ومساحتها 1644 كم2.
استضافت جوهانسبورغ مباراتي افتتاح ونهائي كأس العالم ، بالإضافة إلى بعض مباريات المجموعة الأولى ومباراة من مباراتي الدور نصف النهائي على ملعب كوكا-كولا بارك، وافتتح ملعب كوكا-كولا بارك في عام 1928، وهو بالأساس ملعب للرجبي وكان اسمه الأصلي «ايليس بارك». ويتسع ملعب كوكا-كولا بارك إلى 62.567 متفرج وتم تحديثه لاستقبال مباريات كأس العالم للقارات وكأس العالم 2010. الجدير بالذكر أن ملعب كوكا-كولا بارك كان قد شهد حادثة في عام 2001 أثناء مباراة لكرة القدم بين أورلاندو بايرتس وكايزر تشيفيز حيث حدث تدافع بين الجماهير أدى إلى مقتل 42 شخصا.

## الاقتصاد
جوهانسبرج هي المركز الاقتصادي والمالي لجنوب أفريقيا، حيث تنتج 16% من الناتج المحلي الإجمالي لجنوب أفريقيا، وتمثل 40% من النشاط الاقتصادي في خاوتينغ. في دراسة استقصائية أجرتها شركة ماستركارد عام 2008، احتلت جوهانسبرغ المرتبة 47 من بين أفضل 50 مدينة في العالم كمركز عالمي للتجارة (المدينة الوحيدة في أفريقيا).
كان التعدين هو أساس الأقتصاد، لكن أهميته تتراجع تدريجيًا بسبب الاحتياطيات المتضائلة وأصبحت صناعات الخدمات والتصنيع أكثر أهمية لاقتصاد المدينة. في حين لم يعد تعدين الذهب يحدث داخل حدود المدينة، لا تزال معظم شركات التعدين لديها مقارها الرئيسية في جوهانسبرغ. تمتد صناعات التصنيع في المدينة عبر مجموعة من المناطق ولا يزال هناك اعتماد على الصناعات الثقيلة بما في ذلك مصانع الصلب والأسمنت. تشمل الخدمات والصناعات الأخرى الخدمات المصرفية وتكنولوجيا المعلومات والعقارات والنقل ووسائل الإعلام المرئية والمسموعة والمقروءة والرعاية الصحية الخاصة والنقل وسوق التجزئة الترفيهية والاستهلاكية . يوجد في جوهانسبرغ أكبر بورصة للأوراق المالية في إفريقيا، وهي بورصة جوهانسبرغ للأوراق المالية، على الرغم من أنها انتقلت خارج منطقة الأعمال المركزية. نظرًا لدورها التجاري، تعد المدينة مقرًا للحكومة الإقليمية وموقعًا لعدد من المكاتب الفرعية الحكومية، بالإضافة إلى المكاتب القنصلية والمؤسسات الأخرى.

## التسوق
يوجد العديد من مراكز التسوق في جوهانسبرغ،  و من أشهرهم ساندتون سيتي وإيستجيت ومول أفريقيا وويستجيت وكريستا. ميلروز آرتش . تشمل المراكز الأخرى هايد بارك كورنر وروزبانك وساوثجيت ومركز جلين للتسوق وجوهانسبرغ ساوث وكليرواتر مول..

## توأمة
لجوهانسبرغ اتفاقيات توأمة مع كل من:
- نيويورك (2003 - )
- برمنغهام
- كيب تاون
- ديربان
- ليرته
- بكين
- بريتوريا
- روما
- أديس أبابا
- لندن
- سانت بطرسبرغ
- تايبيه (1982 - )
- أكرا
- ثان
- رام الله

## أعلام
- مورغان تسفانغيراي
- جيورجي برودي
- آلن كورماك
- فريديريك ويليم دي كليرك
- ميلتون أوبوتي
- هاستينغز باندا
- كخاليما موتلانتي
- ستيفن بينار
- نادين غورديمير
- ميريام ماكيبا
- رضا بهلوي